# Craig Price
Pour les articles homonymes, voir Price.
Craig Price (aussi connu comme The Warwick Slasher) est un tueur en série qui vivait à Warwick, dans l'État de Rhode Island aux États-Unis. Il est arrêté en 1989 alors qu'il a 15 ans, pour 4 meurtres commis dans son voisinage. Il a alors tué une femme et ses deux filles cette année-là, et il avait assassiné une autre femme deux ans auparavant. Il avait déjà rempli son casier judiciaire pour vol à l'étalage.
Après qu'il a été découvert, Price confesse calmement qu'il est l'auteur de ces crimes. Arrêté un mois avant son 16e anniversaire, il est jugé par un tribunal pour mineur, et reconnu coupable. Conformément à la loi, cela signifie qu'il sera libéré quand il aura 21 ans et que son casier judiciaire de mineur sera scellé. Price promet alors qu'il « écrira l'histoire » quand il sera libéré. Ce cas poussa l'État à changer la loi afin de permettre de juger des adolescents comme des adultes. Cette loi ne put être appliquée rétroactivement à Price.
À cause de la brutalité de ses crimes et de l'avis des psychiatres de l'État qu'il n'était pas un bon candidat pour la réhabilitation, un groupe appelé "Les citoyens opposés au relâchement de Craig Price" milite pour que Price reste en prison. Price a été condamné pour plusieurs crimes dont outrage au tribunal pour avoir refusé une évaluation psychologique, voie de fait pour avoir menacé un gardien, agression et violation des règles de la prison pour s'être battu. Il a été condamné à une peine additionnelle de 10 à 25 ans en fonction de sa coopération à son traitement.